# 家庭主流化
家庭主流化（英語：Family Mainstreaming），是指在各個領域和層面將『家庭』觀點納入主流，這裡的「主流」，不在於排斥非主流，而在協助「非主流發展成自己的主流」。
家庭主流化以社會各階層各類型家庭的需求為切入點，評估政府施政（例如立法、政策或方案）對家庭生活的衝擊及影響。

## 概念
柏林洪堡大學的「性別能力中心」網頁，對於「家庭主流化」提出解說：
「家庭主流化意思，是從『家庭』為核心角度，來衡量政治和行政決策中哪些做得好、那些做得不好。聯合國經濟社會事務處（the United Nations Department of Economic and Social Affairs）認為，家庭議題的主流化包括以下過程：（1）立法、政策必須考量對於家庭可能帶來的影響；（2）家庭必須在政策的設計、執行、監督和評估中成為不可或缺的面向；（3）加強以家庭為中心的政策和方案。」
而依據聯合國經濟和社會事務部將「家庭問題納入主流」的過程，包括：
- 確認任何行動（包括立法、政策和計畫）對家庭的影響；
- 政策在設計、執行、監督和評估時，將家庭視為不可分割的面向；

- 強化以家庭為中心（family-centered）的政策和計畫，讓家庭成為發展計畫時，不可分割和綜合發展的一部分[2]。

家庭主流化，除了應將焦點放在家庭整體上，也應關注「單一家庭成員受到的影響」。
家庭主流化與性別主流化的目標相似：選擇自由、公平參與、零歧視。在此，家庭是政策能接觸到家庭成員的主要管道。聯合國呼籲的核心面向並非『加強家庭』，而是『加強家庭的功能』，而這些功能包括家庭成員所提供的照顧、支持和聯繫功能。因此，家庭主流化意味著為這些功能提供國家支持。不過，應避免認定家庭的模樣應該具有標準性定義。家庭被視為人們對彼此負責的地方。因此，家庭在此的定義包括認同、責任、歸屬，而不只是以婚姻為中心的組成。」
聯合國呼籲的核心面向並非『加強家庭』，而是『加強家庭的功能』，而這些功能包括家庭成員所提供的照顧、支持和聯繫功能。
因此，家庭主流化意味著為這些功能提供國家支持。
但不應認定家庭的模樣應該具有標準性定義。家庭被視為人們對彼此負責的地方。因此，家庭在此的定義包括認同、責任、歸屬，而不只是以婚姻為中心的組成。

## 各國或地區概況

### 台灣
2015年大選，開始有政黨候選人提出「家庭主流化」的政見，然而其政見因具有同性戀恐懼的內容，而頗具爭議。基督教團體信心希望聯盟政黨候選人曾獻瑩推出的「台灣版家庭主流化」政策，認為過去十年，台灣推動了「性別主流化」政策邊緣化「一男一女」的宗教家庭價值，然而未來十年，信心希望聯盟認為台灣應該要推動的是「台灣式家庭主流化政策」，效法並超過韓國、新加坡，透過法律的制定，直接將政府的資源投注在一夫一妻的「正常」家庭的需要上，主張在任何政策制定上，要考慮到會不會傷害到家庭，或是有無真正幫助到家庭；政策要跳脫個人主義，轉而進到其主張所謂「正常」的家庭。
其競選時提出的家庭主流化政策包含了支持「家庭責任」、促進「家庭穩定性」、強化「家庭關係」、尊重「家庭多樣性」及促進「家庭參與」等5個重點。2017年5月25日的第4屆台灣家庭政策國際研討會，雷倩致詞時也提出「家庭主流化」概念，然而因帶有對多元成家家庭的誤解言論，同樣也飽受爭議。她認為對家庭政策需能作影響評估，再制定政策，讓政策照顧所有年齡層的民眾，而非僅為照顧十幾歲或六十幾歲的世代而制定政策。

### 新加坡
新加坡於2004年面對少子化危機，嬰兒出生率創下歷史新低：從2003年的平均每一婦女生1.24人跌到1.05人，總理李顯龍一上任的國慶演說，把「家庭價值」當成政策重點，宣誓打造新加坡成為「友善家庭的環境」，2009年起，新加坡更積極投入推動平衡性別和工作的活動，新加坡國家家庭委員會的重責大任為凝聚家的向心力，2012年11月1日，新加坡社會及家庭發展部建立，為家庭注入更多的力量。

### 韓國
韓國在2004 年訂立「健康家庭法」（The Framework Act on Healthy families） 。2000年起，韓國因面臨人口與家庭型態的改變一生育率快速下降，不婚與離婚率提高，還有跨國婚姻為數增多，政府體認到改變的衝擊而制訂，並在大總理底下成立「中央健康家庭政策委員會」，2005年，將原本政府組織中的「性別平等部」擴增為「女性家族部」（Ministry of gender equality and family / MOGEF，英文直譯為「性別平等與家庭部」） ，為家庭政策的專責機構，目前性別平等與家庭部轄下設有家庭政策局（family policy bureau） ，主要負責家庭政策的各項事務，顯現韓國政府重視家庭政策的決心與努力，該法被認為是後續發展各項家庭政策、策略或方案的主要指引，韓國其後所推動的各項家庭實務工作都是依據此法的規範而來。

### 斯洛伐克
2016年10月28日，斯洛伐克主教會議舉辦「家庭主流–歐洲人口和文化危機的起點」研討會，與會者包括斯洛伐克總主教Stanislav Zvolenský、 歐洲議會議員Anna Záborská、歐洲人民黨在歐洲議會的前主席Luca Volontè、歐洲聯盟天主教家庭協會主席Antoine Renard。與會者主張，歐洲面臨人口、價值和文化方面的危機，他們認為有兩因素：（1）不存在友善家庭政策、欠缺對家庭的社會影響評估（2）道德和宗教價值被邊緣化，但他們對民主社會的存續來說是必要的。

### 波蘭
波蘭非營利組織「媽媽爸爸基金會」（Fundacja Mamy i Taty），成立主旨為尊重尊嚴和人權、家庭價值觀，並鼓勵、支援和促進婚姻家庭制度的倡議，他們是家庭主流化的倡議團體。

新加坡、韓國完全因為出生率低、家庭型態改變而推出因應政策，尤其提到新加坡「積極投入推動平衡性別和工作的活動」，所以這兩個國家的「家庭主流化」內容，和「反對同性婚姻和同志教育」無關。

## 外部連結
- 師大人類發展與家庭學系（页面存档备份，存于）
- 臺灣家庭生活教育專業人員協會（页面存档备份，存于）
- 新加坡社會及家庭發展部（页面存档备份，存于）